# Éric Wattellier
Eric Wattellier (7 settembre 1987) è un arbitro di calcio francese.

## Carriera
Il 5 agosto 2016 compie il debutto da professionista, dirigendo l'incontro di Ligue 2 tra Clermont Foot e Red Star.
Il 18 agosto 2018 debutta in Ligue 1, arbitrando la partita tra Caen e Nizza.